# Synagoga w Górze Kalwarii (ul. Pijarska 10/12)
Synagoga w Górze Kalwarii – synagoga znajdująca się w Górze Kalwarii, w podwórzu przy ulicy Pijarskiej 10/12.
Dom modlitwy został zbudowany w 1903 roku przy dworze cadyka Altera. Był to prywatny dom studiów religijnych rodziny Alterów. Murowany budynek synagogi wzniesiono na planie prostokąta. Do dziś we wnętrzu zachowały się żeliwne słupy galerii dla kobiet, stylizowana gwiazda Dawida w okrągłym oknie nad głównym wejściem oraz znajdujący się na poddaszu unikatowy piec do wypieku macy. Podczas II wojny światowej we wnętrzu bożnicy Niemcy dokonywali masowych egzekucji Żydów. 
Budynek znajduje się pod opieką gminy żydowskiej z Warszawy.
W styczniu 2016 roku po dwóch latach procesu Roman Giertych pomógł Żydom odzyskać synagogę.